# ベネデット・フェラーリ
ベネデット・フェラーリ（Benedetto Ferrari, 1603年頃 レッジョ・エミリア - 1681年 モデナ）は、イタリアの作曲家（とくにオペラ）、台本作家、テオルボ奏者。
フェラーリは、ローマ（1617年 - 1618年）、パルマ（1619年 - 1623年）の他、おそらく1623年から1637年にかけてのある時期モデナでも仕事をしていた。1637年から1644年には、ヴェネツィアとボローニャで台本と曲を作っていた。フランチェスコ・マネッリが曲をつけた『Andromeda（アンドロメダ）』が、彼のヴェネツィアの劇場で公演された最初の作品である（1637年）。続けて、2つのオペラ（『La maga fulminata（稲妻に打たれた魔女）』（1638年）と『Il pastor regio（王の羊飼い）』（1640年））の台本と曲を書き、ともにヴェネツィアで上演された。1641年、『Il pastor regio』の演出を担当したボローニャ人が、ラストのデュエットの中に、「Pur ti miro, pur ti godo（ただあなたを見つめ、ただあなたを楽しむ）」という歌詞を書き加え、フェラーリもそれに曲を付けたと思われるのだが、現存するこのデュエットの楽譜は、モンテヴェルディの『ポッペーアの戴冠』の中にあるものと同じ詞と曲になっている。
1651年、フェラーリはウィーンに行き、神聖ローマ皇帝フェルディナント3世に仕えた。1653年、モデナに戻ると、宮廷の聖歌隊指揮者に任じられた。1662年、いったん任を解かれるが、1674年に復職。以降、死ぬまでその地位にあった。多くの文献が、彼はテオルボのヴィルトゥオーソであったと記している。
彼のオペラ作品は完全な形では何一つ現存していない。残っているのは台本とオラトリオ、それに『Musiche varie a voce sola（独唱のためのさまざまな音楽）』と題された3冊のモノディ集である（1633年、1637年、1641年出版。ヴェネツィア）。その最後のものは、比較的短い期間で作曲されたものではあったが、レチタール・カンタンド（歌と語りの中間）の出現から生まれた伴奏付きモノディという新しい形式を、独特のメロディとはっきりしたリズムをつけて、17世紀中期の典型的なオペラの歌唱形式に反映させたものになっている。

## 伝記
- Fuller-Maitland, John Alexander and George Fox (1880). A Dictionary of Music and Musicians (A.D. 1450-1880). London: Macmillan.
- Lee, E. M. (1909). The Story of Opera. New York: Scribner's.
- Smith, C. S. (1948). Makers of Opera. New York: H. Bittner.